# Katja Loher
Katja Loher švicarska je vizualna umjetnica poznata po svojim video skulpturama i instalacijama. Njezini su radovi kombinacija organskih, planetarnih i pokretnih koreografskih elemenata, snimljenih iz panoramske ili ptičje perspektive. Prema mišljenju kritičara, njezini su radovi uzbudljive alternativne dimenzije gdje se prošlost, sadašnjost i budućnost u nekom trenutku spoje u jedno. Njezini su radovi izloženi u muzejima umjetnosti u mnogim zemljama, uključujući Italiju, Rusiju, Kinu, i SAD. Njezina umjetnost također je zastupljena u stalnim zbirkama institucija kao što su Swissgrid AG, Perth Concert Hall Museum i New Britain Museum of American Art. Katja Loher je rođena u Zürichu 1979. godine.

## Obrazovanje
Loher je pohađala École Supérieure des Beaux-Arts u Ženevi (2000–2001), i Sveučilište za umjetnost u Baselu, (2001-2004) gdje je i diplomirala 2005. godine.

## Kariera
Godinu dana nakon završetka studija sudjelovala je na zajedničkoj izložbi na Prvom moskovskom bijenalu suvremene umjetnosti (2005). Pet godina kasnije izlagala je svoja umjetnička djela u galerijama u Rimu, Zürichu, Napulju, Tel Avivu,  i Sao Paulu. Prvu samostalnu izložbu je Loher premijerno izvela godine 2013. u New Yorku, u galeriji C24, gdje se također samostalno predstavila 2014., 2016 i 2018. Između 2013. i  2020. godine Locher je samostalno izlagala u galeriji Anya Tish u Houstonu u Teksasu, i u galeriji Andres Thalmann u Zürichu (Švicarska) između 2013. i 2018. godine.
Muzeji u kojima su izložena umjetnička djela Katje Loher uključuju: Kunsthalle Palazzo (Basel, 2007.), Muzej MAXXI (Rim 2010.), Kuća umjetnosti Uri (2013.), Figge Art Muzej (Davenport, IA, SAD, 2014.),  Telfair Museum (Savannah, GA, USA, 2015.), Državni muzej Hermitage (Sankt Peterburg, Rusija 2005.), Today Art Muzej (Peking, Kina 2016.), muzej Bruce (Greenwich, CT, SAD, 2017.), Long Museum (Šangaj, Kina) 2014), Long Museum (Šangaj, Kina) 2014), Muzej umjetnosti San Jose (San Jose, CA, SAD, 2014), i Muzej Američke umjetnosti Nova Britanija (New Britain, CT, USA, 2015).
Audiovizualne instalacije Katje Loher često su dio urbane kulture. Sudjelovala je u svjetskim festivalima na otvorenom, uključujući Dublin Fringe Festival 2006., SURGE for 798 Pekinški umjetnički festival 2007., Praški festival suvremene umjetnosti 2010., festival bronarske glazbene akademije Next Wave 2014., PULSE Festival (Savannah, GA) 2015. godine,  Indijski sajam umjetnosti (švicarsko veleposlanstvo, New Delhi, 2018), i festival Nou Le Morne (Mauricijus (2019).
Katja Loher je 2004. godine dobila nagradu od TV produkcijskog centra Zurich TV CreaTVty za nove medije; 2008.godine je Kulturno društvo Schaffhausen dodijelilo šest mjeseci boravka u umjetničkoj rezidenciji u Berlinu, 2010. godine dobila je drugu nagradu Art Credit u Baselu.
Opus djela Katje Loher ocijenjena su u umjetničkim brošurama i novinama, a obuhvaćen je u nizu knjiga u izdanju galerije Andres Thalmann.

## Radovi
Umjetničke instalacije Katje Loher posljednjih godina:
- Bubbles 2010. - premijerno izvedena u galeriji Andres Thalmann u Zürichu. Instalacija je zasnovana u staklu koje ima oblik mjehurića. 3D video projekcije prikazuju svjetleće odjevene minijaturne plesače snimljene iz ptičje perspektive.Poseban efekt dodaju kaleidoskopski uzorci, popraćeni poezijom čileanskog pjesnika Pabla Nerude.[49]
- 2012. Timebubble - djelo je premijerno prikazano u New Yorku, u suradnji s američkim skladateljem i pijanistom Philipom Glassom kao gospodarom vremena. Dvostruka priča ove video-skulpture prikazuje plesače koji oponašaju mehaničke pokrete različitih dijelova sata, koji se kao dijelovi orkestra slijede uputama skladatelja. Drugi dio priče odvija se u lavirintu u kojem žive bića čiji pokreti stvaraju pozitivan i negativan prostor.[50]
- 2014. Bang Bang - djelo prikazano u galeriji C24, Chelsea. Instalacija se sastoji od koreografske video projekcije plesača. Kostimografija je u stilu Busbyja Berkeleyja. Pogled iz ptičje perspektive i poigravanje šaljivim i apstraktnim egzistencijalnim pitanjima.[51]
- 2014 Videoplanet-Orchestra - djelo prikazano u Muzeju umjetnosti Figge i galeriji C24. Video projekcije izvedbenih umjetnosti, ples na visećim kuglama. Instalacija je glazbena podržana. Tema su pitanja o postojećim elementima, ravnoteži između ljudi, prirode i tehnologije.[52][53]

- 2015. Beeplanet - djelo prikazano u Jepsonovom centru za umjetnost (Savannah, GA). To je tema prikaza puhanja staklenih kuglica, koje se dijele kao ekrani za gledanje ekološko osviještenih videozapisa.[37]
- 2016. Vuela Vuela - djelo prikazano u galeriji C24, Chelsea. Iza staklenih mjehurića odvija se priča o džunglama njihovih nadrealističkih bića (koreografsko djelo) koja istražuju četiri elementi prirode. Pritom se pozivaju na iscjelitelja, njegov lijek i njegove biljke.[54]
- 2018. Where Does The Rainbow End? - Djelo je stalna izložba u prostorijama Swissgrida (Aarau). 7-dijelna video linija u kojoj se mravi (koreografirani radovi) kreću paralelno d prirodnim elementima (voda, zemlja, zrak i vatra), a zatim dalje i u "snove". Gledatelj je podstaknut filozofskim pitanjima, koja su sušta suprotnost tehnički složenom radnom okruženju.[55]
- 2019. Seeds of Life - djelo proizvedeno u suradnji s The House Collective i predstavljeno na lokacijama u Hong Kongu, Chengduu, Pekingu i Šangaju (Kina), gdje se umjetnica Katja Loher pridružila feng shui dizajneru Thierryu Chowu, modnim dizajnerima Dirty Pineapple, kineskom slikaru s tintom Wu Haou i lokalnom timu za veće video produkcije specijalizirane za istraživanje pet tradicionalnih kineskih elemenata prirode (drvo, vatra, zemlja, metal i voda). Integracija audiovizualnog svijeta i lokalnih tradicija. U kaleidoskopu udružuje prošlost, sadašnjost i budućnost u suprotnošću s tradicionalnim arhitektonskim okruženjem.[2][56]
- 2020. What happens to the swallows that are late for spring? - Djelo je prikazano u galeriji Anya Tish. Priča prikazuje zamršene likove projicirane na velike plutajuće kugle i staklene mjehuriće ugrađene u ptičja gnijezda. Prikazuje ses vemir egzotičnih planeta, gdje se usklađuju  stvorenja, krajolici i teksture. Djelo postavlja pitanja o ulozi pojedinca u bezgraničnom svemiru.[27]